# تساغکونک، آرماویر
تساغکونک (به ارمنی: Ծաղկունք) یک شهرک در ارمنستان است که در استان آرماویر واقع شده‌است.  در  کیلومتری شمال آرماویر، مرکز استان آرماویر واقع شده است.

## خصوصیات
تساغکونک ۱٬۱۸۳ نفر جمعیت دارد و در ارتفاع  متر بالاتر از سطح دریا قرار گرفته است.